# Melanagromyza dipodii
Melanagromyza dipodii är en tvåvingeart som beskrevs av Spencer 1977. Melanagromyza dipodii ingår i släktet Melanagromyza och familjen minerarflugor. Inga underarter finns listade i Catalogue of Life.